# チャールズ・ハロルド・ドッド
チャールズ・ハロルド・ドッド（Charles Harold Dodd, 1884年4月7日 - 1973年9月21日）は、イギリスの聖書学者、牧師である。C・H・ドッドと表記する場合が多い。
ウェールズのレクサムに生まれ、オックスフォード大学とベルリン大学で学び、1912年に会衆派教会の牧師になる。1915年から1930年にオックスフォード大学で教鞭を取り、1936年から1949年までケンブリッジ大学で新約学の教授を務めた。
多くの著書を通して、「現在的終末論」を展開した。
弟のA・H・ドッド (Arthur Herbert Dodd) も学者であり、主に政治史を専門としていた。

## 著書
- ローマ人への手紙（1932年）
- 神の国の譬（1935年）doi:10.11501/2969933
- 使徒的宣教とその展開（1962年）doi:10.11501/3004167
- 福音書の歴史